# Trója (film)
A Trója (eredeti cím: Troy) egy 2004-ben bemutatott amerikai–brit–máltai történelmi filmdráma Wolfgang Petersen rendezésében. A forgatókönyvet Homérosz Iliasz című eposzából David Benioff írta. A film a trójai háborúról szól. A görög mitológia alakjait olyan sztárok alakítják, mint Brad Pitt, aki Akhilleuszt, az istenek fiát játssza; Eric Bana, aki Hektórt, Trója hercegét; Orlando Bloom, aki Pariszt, Hektór öccsét; Diane Kruger, aki Helenét, Spárta királynéját; Brian Cox, aki Agamemnónt, Mükéné királyát; Sean Bean, aki Odüsszeuszt, Ithaka királyát; Rose Byrne, aki Briseist, Trója papnőjét; Peter O’Toole, aki Priamoszt, Trója királyát és Brendan Gleeson, aki Meneláoszt, Agamemnón testvérét, Helené férjét. 
A Warner Bros. gyártotta, a magyar szinkront a Mafilm Audio Kft. készítette 2004-ben.

## Cselekmény
A film cselekménye nagy vonalakban és kisebb-nagyobb változtatásokkal az Iliasz történetét, valamint a trójai háború köré szőtt mondavilág eseményeit követi. A film valósághűségre törekszik, így nélkülözi az alapmű mitikus elemeit, leginkább az istenek beavatkozását. Nyomon követhetjük spártai királyné, Helené a trójai Parisz herceg általi "elrablását", az Apollón istenen elkövetett sértést, a görögök és trójaiak harcát, Patroklosz halálát, az Akhilleusz és a Hektór közti párviadalt, halálukat, valamint a trójai faló cselét. 

## Szereplők
| Szereplő   | Színész         | Magyar hang         |
| ---------- | --------------- | ------------------- |
| Akhilleusz | Brad Pitt       | Selmeczi Roland     |
| Hektór     | Eric Bana       | László Zsolt        |
| Parisz     | Orlando Bloom   | Rékasi Károly       |
| Helené     | Diane Kruger    | Pokorny Lia         |
| Agamemnón  | Brian Cox       | Ujlaki Dénes        |
| Odüsszeusz | Sean Bean       | Csernák János       |
| Meneláosz  | Brendan Gleeson | Konrád Antal        |
| Andromakhé | Saffron Burrows | Kéri Kitty          |
| Thetisz    | Julie Christie  | Kovács Nóra         |
| Priamosz   | Peter O’Toole   | Sztankay István     |
| Briszéisz  | Rose Byrne      | Majsai-Nyilas Tünde |
| Patroklosz | Garrett Hedlund | Dózsa Zoltán        |
| Nesztór    | John Shrapnel   | Makay Sándor        |
| Glaukosz   | James Cosmo     | Csurka László       |
| Triopasz   | Julian Glover   | Melis Gábor         |
| Eudórosz   | Vincent Regan   | Szabó Győző         |
| Velior     | Trevor Eve      | Balázsi Gyula       |
| Aiasz      | Tyler Mane      | ifj. Jászai László  |

## Díjak és jelölések
- Oscar-díj (2004)
  - jelölés: legjobb jelmeztervezésért (Bob Ringwood)